# Lil' JJ
Lil' JJ (né le 31 octobre 1990) est un musicien et acteur américain.

## Biographie
Lil' JJ est né James Charles Lewis, Jr. à Little Rock en Arkansas. Il a gagné la BET recherche de talent de comédie Comin' to the Stage.
Il est devenu membre du cast sur Nickelodeon's All That dans sa 10e (et dernière) saison. Il était la star invitée dans Ned ou Comment survivre aux études, a fait une apparence cameo dans le clip "Yo (Excuse Me Miss)" de Chris Brown, Beautiful Girls de Sean Kingston, "Stepped On My J'z" de Nelly, "Lookin Boy" de Hot Styles' et "Friday Night" de Young Gunz video. Il est aussi apparu dans un morceau de rap dans le vidéo "Don't Be Shy" sur Small Change.
Le 1er octobre 2006, Lil' JJ est allé au Cramton Bowl à Montgomery comme invité de l'annuel Burton's Showcase of Bands.
Il a aussi joué le rôle d'un supporter dans le film Crossover (2006) comme un caractère nommé "Up." En 2006 Lil' JJ était co-star avec Romeo dans the God's Gift comme son meilleur ami.
En 2007, Il était star dans Nickelodeon serie Jordan comme Jordan Lewis. En 2008, Lui, Lily Collins, et Pick Boy étaient partenaires sur Nickelodeon pour les évènements spéciaux. ça inclut les présidentielles de 2008. Lil' JJ a aussi était star dans ABC television serie The Secret Life of The American teenager.
En 2008, Lil' JJ était reporter dans les conventions démocratiques et républiques pour Nickelodeon's Pick the President Campaign. Pour addition, Lil' JJ a voyagé avec le Russ Parr Show pour être l'invité du 2008 Russ Parr Bus Tour pour la célébration de son nouveau DVD "Almost Grown", un sketch de variété live et son nouveau single "Yo yo" de son prochain album.

## Singles
- 2009 : Yo Yo

## Filmographie
- All That - (2005) lui-même
- Yours, Mine and Ours - Une famille 2 en 1 - (2005) Jimi North
- Beauty Shop - (2005) Wille
- Ned ou Comment survivre aux études (2006) Morris Adams
- God's Gift - (2006)
- Jordan - (2007-2008) Jordan Lewis
- Men of a Certain Age - (2008)
- La Vie secrète d'une ado ordinaire - (2008) Duncan
- Stepped on My J'z by Nelly Ft.Ciara & Jermaine Dupri - (2008 video) (Cameo)
- Janky Promoters - (2009)

## Management de musique
Brand Engine Media
Yo(excuse me miss) by Chris Brown